# Зенон Мартинюк
Зе́нон Марти́нюк (пол. Zenon Martyniuk; біл. Зянон Мартынюк,  нар. 23 червня 1969, Гределі) — польський співак, лідер, вокаліст і засновник гурту «Akcent» (А́кцент), представника стилю диско-поло.

## Життєпис
Зенон Мартинюк народився в підляському с. Гределях (пол. Gredele; нині — у гміні Орля Більського повіту Підляського воєводства, Польща) в православно-католицькій родині. Батько — Василь (пол. Bazyli),(біл. Васіль), православний, мати — Тереса, римо-католичка. Зенона охрестили у православній церкві, але виховували його в традиціях РКЦ.
Музикою почав займатися з семи років. Першими вчителями були його дядьки, які співали та грали на сільських весіллях. Зенон співав польських, українських, білоруських пісень, вигравав музичні конкурси серед дітей Підляшшя.
Перший його виступ на сцені був 1983 року на сільській сцені в Дубні поблизу Більська-Підляського. Протягом певного часу виступав у гурті «Akord i Centrum» разом з етнічним ромом Казімежем Висоцьким. У 20 років заснував гурт «Akcent» (Акцент), з яким, за винятком невеликої перерви, виступає досі.
14 лютого 2020 року на екрани польських кінотеатрів вийшов художній фільм про артиста — «Зенек».
Більше 10-ти років мешкає в Грабівці поблизу Білостоку. Дружина — Данута.
Найбільш відомі хіти гурту «Akcent» — «Gwiazda» (Зірка), «Królowa nocy» (Королева ночі), «Pragnienie miłości» (Жага кохання), «Przez twe oczy zielone» (Крізь твої зелені очі; кліп для неї став другим кліпом на польську пісню, який переглянули більше, ніж 100 млн разів на YouTube) і «Przekorny los» (Норовлива доля).
Знявся в телефільмі «Miszmasz, czyli kogel-mogel 3», який вийшов 2019 року.